# Николусси-Лек, Карл
Карл Николусси-Лек (нем. Nicolussi-Leck; 14 марта 1917, Больцано, Южный Тироль — 31 августа 2008, Больцано) — нацистский активист в Южном Тироле, оберштурмфюрер СС, командир 8-й роты 5-го танкового полка СС 5-й танковой дивизии СС «Викинг»; кавалер рыцарского креста (9 апреля 1944).
Родился в семье сапожника. В 1936 году окончил среднюю школу в Боцене, в 1936—1939 годах изучал юриспруденцию в Падуанском университете. Когда началась Вторая мировая война, Карл бросил учёбу и уехал в Германию, и 10 апреля 1940 был зачислен в штандарт СС «Дойчланд», получив звание роттенфюрера СС. Принял участие в составе полка СС «Дойчланд» в Балканской кампании, где был ранен.
В начале вторжения в СССР служил во 2-й дивизии СС «Рейх». В битве за Москву был тяжело ранен, получив Серебряный Знак за ранения. После был направлен в юнкерское училище СС в Бад-Тёльце. После училища унтерштурмфюрер был назначен взводным во 2 роту 5-го панцер-регимента СС. За бой 21 июля 1942 года был награждён Железным Крестом 2-й степени. После занятия Ростова-на-Дону был переброшен на Кубань. 1 сентября 1942 года был награждён Серебряным танковым штурмовым знаком, а 2 сентября — Чёрный знак за первое ранение. С 26 сентября 1942 года вместе с дивизией СС «Викинг» участвовал в сражениях за Малгобек и Загопшин на Северном Кавказе. За эти бои он был награждён Железным Крестом 1-й степени.
Занимался бизнесом, его деловым партнёром являлся Хорст Карлос Фульднер — агент Перона и бывший офицер СС, укрывавший нацистов. После войны помог многим эсэсовцам покинуть Европу. Иммигрировал в Аргентину в 1948 году, но в начале 50-х годов вернулся в Южный Тироль. Умер в 2008 году в Больцано.